# 사향쥐

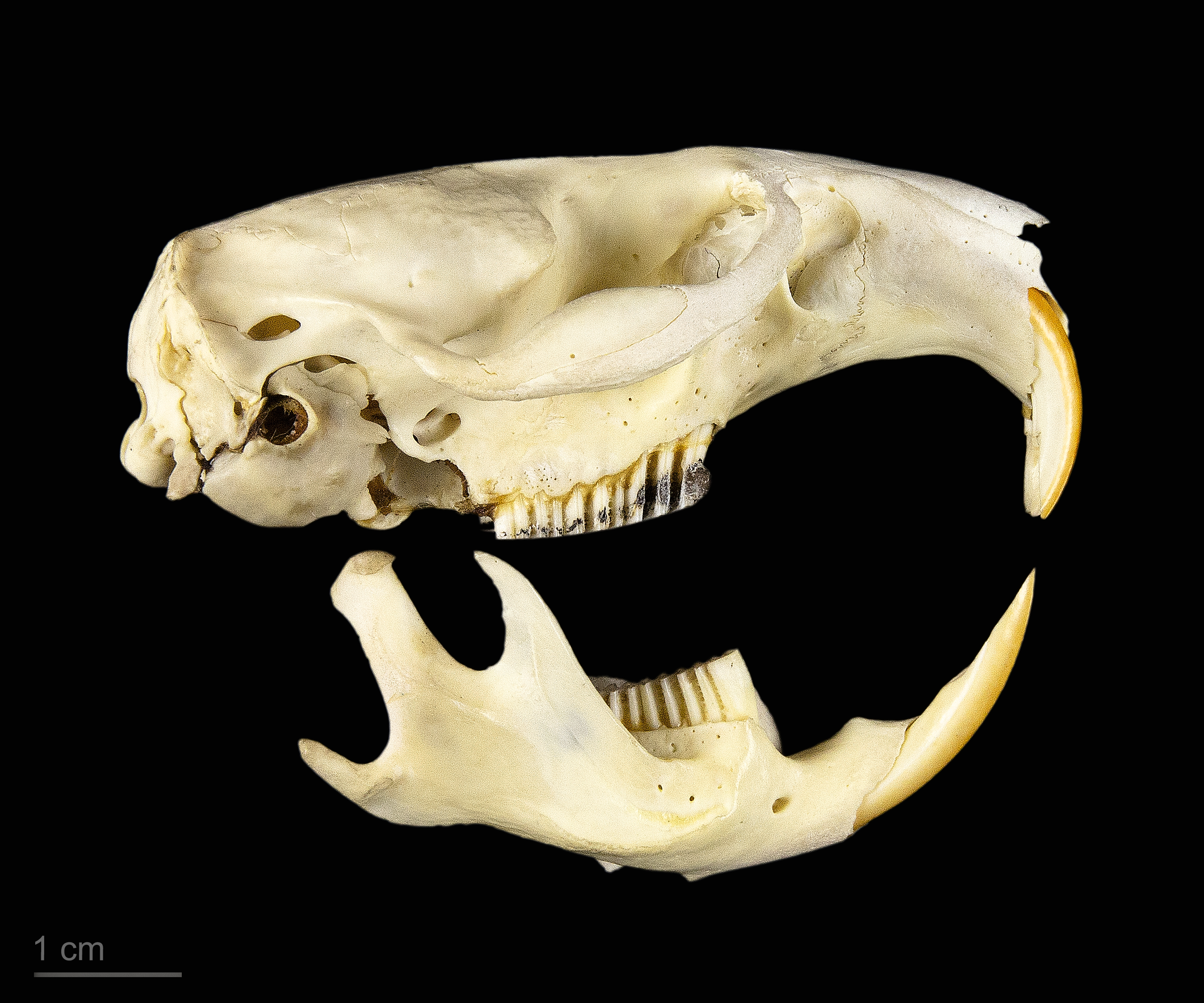
Ondatra zibethicus

사향쥐(麝香, 영어: muskrat)는 비단털쥐과에 속하며 학명은 Ondatra zibethicus이다. 레밍이나 밭쥐류와 비슷하나 훨씬 커서 몸길이 15–40 cm, 꼬리길이 25 cm 가량이다. 부드러운 회갈색 털로 덮여 있다. 주둥이는 길고 뾰족하며 눈은 작고, 꼬리에 긴 털이 나 있다. 몸이 물 속에서 살기에 알맞아 비늘이 있는 꼬리는 단면이 위아래로 긴 타원형이어서 수영을 하는 데 적당하고, 방향을 잡는 키의 역할을 한다. 또 뒷발에는 뻣뻣한 털이 많이 나서 물갈퀴 역할을 한다. 주로 수중 식물을 먹으며, 밤에 인가 근처의 해로운 곤충·지렁이·개구리 등을 잡아먹어 사람에게 유익하다. 암컷은 한 해에 세 번 이상 새끼를 낳는데, 한배에 1-11마리를 낳는다. 그 결과 한 지역의 사향뒤쥐 집단은 빠른 속도로 증가한다. 짝짓기철에 사향 비슷한 냄새를 내뿜고 다니기 때문에 사향쥐라는 이름이 붙었다. 사향 냄새는 악취 비슷하여 고양이·뱀 등의 천적의 접근을 막는다. 사향쥐는 서로 잘 싸우며, 새로운 보금자리를 찾아 30 km 이상 이동한다. 천적은 퓨마, 코요테, 늑대, 곰, 울버린, 대형맹금류, 악어거북, 미시시피악어 다. 북아메리카의 여러 지역에 서식하며, 유럽의 몇몇 지역과 아시아, 남아메리카에 도입되었다.